# Arméstabens reglements- och läromedelsavdelning
Arméstabens reglements- och läromedelsavdelning var en avdelning inom Arméstaben som svararade för de publikationer, anläggningar och läromedel som behövdes för utbildningen inom Armén. Vid avdelningen producerades eller leddes produktion av publikationer och läromedel för armén och för vissa gemensamma ändamål inom Sveriges försvar. Avdelningen omfattade en reglementsdetalj, en metoddetalj, en bilddetalj samt en filmdetalj.